# 和歌山県立南紀高等学校周参見分校
和歌山県立南紀高等学校周参見分校（わかやまけんりつ なんきこうとうがっこう すさみぶんこう）は、和歌山県西牟婁郡すさみ町周参見に所在した公立の定時制高等学校。

## 設置学科
- 定時制課程
  - 普通科 （夜間）

## 沿革
- 1954年 和歌山県立田辺高等学校の周参見分校として開校。
- 1963年 和歌山県立田辺高等学校の定時制課程が和歌山県立南紀高等学校として独立したのに伴い和歌山県立南紀高等学校周参見分校と改称。
- 2013年4月 - 生徒募集停止。
- 2016年3月31日 - 閉校。